# Greg Monroe
Gregory Keith Monroe Jr. (ur. 9 lipca 1990 w Harvey) – amerykański profesjonalny koszykarz, grający na pozycji środkowego lub silnego skrzydłowego, od 2023 zawodnik Osos de Manatí.
W 2007 został wybrany MVP turnieju Nike Global Challenge, zaliczono go także do I składu imprezy. Rok później wystąpił w trzech meczach gwiazd amerykańskich szkół średnich – Nike Hoop Summit, Jordan Classic, McDonald’s All-American. Został też nagrodzony tytułem zawodnika roku amerykańskich szkół średnich – Morgan Wootten National Player of the Year. Dwukrotnie z rzędu uznano go za najlepszego zawodnika szkół średnich stanu Luizjana (Louisiana Mr. Basketball – 2007, 2008, Louisiana Gatorade Player of the Year - 2007, 2008).
Absolwent uniwersytetu Georgetown. Do NBA trafił w 2010, gdy Pistons wybrali go z siódmym numerem draftu 2010. W 2011 uczestniczył w meczu debiutantów z drugoroczniakami, podczas weekendu gwiazd NBA. Po sezonie został wybrany do drugiego składu najlepszych debiutantów.
22 października 2012 jego debiutancki kontrakt został przedłużony przez Detroit Pistons do końca sezonu 2013/14.
W lipcu 2015 podpisał kontrakt z Milwaukee Bucks.
7 listopada 2017 trafił do Phoenix Suns wraz z chronionymi wyborami I i II rundy draftu w zamian za Erica Bledsoe. 1 lutego 2018 został zwolniony.
8 lutego 2018 Greg Monroe podpisał kontrakt z Boston Celtics. Umowa będzie obowiązywała do końca sezonu 2017/18. Po pięciu godzinach od podpisania kontraktu Monroe zadebiutował w barwach Celtics. 10 sierpnia dołączył do Toronto Raptors.
7 lutego 2019 trafił w wyniku wymiany do Brooklyn Nets, po czym został zwolniony.
24 marca 2019 podpisał 10-dniowy kontrakt z Boston Celtics. 4 kwietnia zawarł umowę do końca sezonu z Philadelphia 76ers. 25 lipca został zawodnikiem niemieckiego Bayernu Monachium.
22 lipca 2020 dołączył do rosyjskiego Zenitu Petersburg. 30 lipca został zawodnikiem Chimek Moskwa. 27 grudnia 2021 zawarł 10-dniową umowę z Minnesotą Timberwolves. 6 stycznia 2022 podpisał 10-dniowy kontrakt z Washington Wizards. 13 stycznia 2022 powrócił do składu Capital City Go-Go. 5 lutego 2022 dołączył na 10 dni do Milwaukee Bucks. 15 lutego 2022 trafił po raz kolejny do Capital City Go-Go. 28 marca 2022 zawarł 10-dniową umowę z Utah Jazz. 7 kwietnia 2022 podpisał kontrakt do końca sezonu z Minnesotą Timberwolves. 
10 grudnia 2022 został zawodnikiego chińskiego Shanxi Loongs. 21 stycznia 2021 opuścił klub. 18 marca 2023 dołączył do portorykańskiego Osos de Manatí.

## Osiągnięcia
Stan na 19 października 2023, na podstawie, o ile nie zaznaczono inaczej.
NCAA
- Uczestnik turnieju NCAA (2010)
- Laureat Pete Newell Big Man Award (2010)[26]
- Debiutant roku Big East (2009)[27]
- Zaliczony do:
  - I składu:
    - Big East (2010)
    - debiutantów Big East (2009)

  - III składu All-American (2010 przez Associated Press, NABC)

NBA
- Zaliczony do II składu debiutantów NBA (2011)[28]
- Uczestnik Rising Stars Challenge (2011, 2012)

## Statystyki w NBA
Stan na koniec sezonu 2023/24, na podstawie.

### Sezon zasadniczy
| Sezon   | Drużyna      | M   | S5  | MPG  | FG%   | 3P%  | FT%   | RPG  | APG | SPG | BPG | PPG  |
| ------- | ------------ | --- | --- | ---- | ----- | ---- | ----- | ---- | --- | --- | --- | ---- |
| 2010/11 | Detroit      | 80  | 48  | 27,8 | 55,1% | 0,0% | 62,2% | 7,5  | 1,3 | 1,2 | 0,6 | 9,4  |
| 2011/12 | Detroit      | 66  | 66  | 31,5 | 52,1% | 0,0% | 73,9% | 9,7  | 2,3 | 1,3 | 0,7 | 15,4 |
| 2012/13 | Detroit      | 81  | 81  | 33,2 | 48,6% | 0,0% | 68,9% | 9,6  | 3,5 | 1,3 | 0,7 | 16,0 |
| 2013/14 | Detroit      | 82  | 82  | 32,8 | 49,7% | 0,0% | 65,7% | 9,3  | 2,1 | 1,1 | 0,6 | 15,2 |
| 2014/15 | Detroit      | 69  | 57  | 31,0 | 49,6% | –    | 75,0% | 10,2 | 2,1 | 1,1 | 0,5 | 15,9 |
| 2015/16 | Milwaukee    | 79  | 67  | 29,3 | 52,2% | 0,0% | 74,0% | 8,8  | 2,3 | 0,9 | 0,8 | 15,3 |
| 2016/17 | Milwaukee    | 81  | 0   | 22,5 | 53,3% | 0,0% | 74,1% | 6,6  | 2,3 | 1,1 | 0,5 | 11,7 |
| 2017/18 | Milwaukee    | 5   | 0   | 15,8 | 48,5% | –    | 50,0% | 5,0  | 1,0 | 0,0 | 0,0 | 6,8  |
| 2017/18 | Phoenix      | 20  | 14  | 23,3 | 62,6% | –    | 67,4% | 8,0  | 2,5 | 0,8 | 0,3 | 11,3 |
| 2017/18 | Boston       | 26  | 0   | 19,1 | 53,0% | –    | 79,7% | 6,3  | 2,3 | 1,1 | 0,7 | 10,2 |
| 2018/19 | Toronto      | 38  | 2   | 11,1 | 46,0% | 0,0% | 57,4% | 4,1  | 0,4 | 0,3 | 0,2 | 4,8  |
| 2018/19 | Boston       | 2   | 0   | 2,5  | 60,0% | –    | –     | 1,5  | 0,5 | 0,0 | 0,0 | 3,0  |
| 2018/19 | Philadelphia | 3   | 0   | 17,3 | 65,2% | 100% | 90,9% | 4,3  | 2,3 | 0,3 | 0,0 | 13,7 |
| 2021/22 | Minnesota    | 4   | 0   | 20,3 | 59,1% | –    | 42,9% | 6,0  | 4,0 | 1,0 | 1,5 | 7,3  |
| 2021/22 | Washington   | 2   | 0   | 9,0  | 50,0% | –    | –     | 5,0  | 0,5 | 0,5 | 0,5 | 4,0  |
| 2021/22 | Milwaukee    | 5   | 0   | 14,0 | 50,0% | –    | 55,6% | 4,2  | 0,4 | 0,6 | 0,4 | 5,4  |
| 2021/22 | Utah         | 3   | 0   | 8,7  | 80,0% | –    | 57,1% | 3,0  | 1,0 | 0,0 | 0,3 | 4,0  |
| Razem   |              | 646 | 417 | 27,4 | 51,4% | 5,9% | 70,3% | 8,2  | 2,1 | 1,1 | 0,6 | 13,0 |

### Play-offy
| Sezon | Drużyna      | M  | S5 | MPG  | FG%   | 3P%   | FT%   | RPG | APG | SPG | BPG | PPG  |
| ----- | ------------ | -- | -- | ---- | ----- | ----- | ----- | --- | --- | --- | --- | ---- |
| 2017  | Milwaukee    | 6  | 0  | 23,5 | 52,9% | –     | 83,3% | 7,3 | 1,7 | 1,3 | 0,5 | 13,2 |
| 2018  | Boston       | 11 | 0  | 9,5  | 50,0% | –     | 68,2% | 3,2 | 0,5 | 0,2 | 0,2 | 4,8  |
| 2019  | Philadelphia | 10 | 1  | 9,0  | 40,0% | 25,0% | 77,8% | 3,1 | 0,4 | 0,5 | 0,3 | 4,0  |
| 2022  | Minnesota    | 2  | 0  | 3,5  | 40,0% | –     | –     | 1,0 | 0,5 | 1,0 | 0,0 | 2,0  |
| Razem |              | 29 | 1  | 11,8 | 47,8% | 25,0% | 77,0% | 3,9 | 0,7 | 0,6 | 0,3 | 6,1  |